# Stanovništvo Sarajeva
Po procjeni iz 2008. te je godine u četiri općine Grada Sarajeva živjelo 304.614 stanovnika, a u Županiji Sarajevo 421.289 stanovnika, uključujući sve općine narečene županije.
Tijekom opsade grada, od 1992. do 1996., ranjeno je oko 50.000 ljudi, a oko 12.000 ih je poginulo. Ratna zbivanja izmijenila su sastav stanovništva u gradu pa u njemu danas živi više Bošnjaka (77 %), a manje Srba (12 %) nego prije rata.
Sarajevo je izgubilo veliki dio hrvatske populacije u Jugoslavijama, a nakon velikosrpske agresije i hrvatsko-muslimanskog građanskog rata svedeni su na vrlo mali postotak.

## Popisi stanovništva od 1971. do 1991.
Nacionalni sastav 1971. godine, bio je sljedeći:
ukupno: 359.452
- Muslimani – 161.088 (44,81 %)
- Srbi – 130.138 (36,20 %)
- Hrvati – 41.354 (11,50 %)
- Jugoslaveni – 13.551 (3,76 %)
- ostali – 13.321 (3,73 %)

Po zadnjem službenom popisu iz 1991. Sarajevo je imalo 416.497 stanovnika, a s tadašnjim prigradskim općinama: Hadžići, Ilijaš, Pale, Trnovo i Vogošća (općina Ilidža je 1991. bila u sastavu grada) 527.049 stanovnika.
Nacionalni sastav 1991.:
- Muslimani – 259.470 (49,23 %)
- Srbi – 157.143 (29,81 %)
- Hrvati – 34.873 (6,61 %)
- Jugoslaveni – 56.470 (10,71 %)
- ostali – 19.093 (3,64 %)

## Popisi stanovništva do 1878.

### Popis bosanskog sandžaka 1604.
Opširni popis bosanskog sandžaka iz 1604., uz mahale u samom mjestu Saraj (Sarajevo),  bilježi i sela koja pripadaju istoimenoj nahiji, te donosi natuknice (ukupno 486) o nemuslimanima, posjedima akindžija, čiflucima, mezrama i drugo.
U zaštićenom mjestu Saraj 1604. godine obitavalo je 90 nemuslimana. Popis navodi i njihova imena.

## Stanovništvo Sarajeva po vjeroispovijesti

### Pravoslavci
Kršćani istočnog obreda, popularno pravoslavci, čine važnu komponentu u vjerskom mozaiku Sarajeva, a njihova nazočnost na širem gradskom području datira u prva desetljeća nakon crkvene podjele 1054. godine. Duhovni pastiri pravoslavnog stanovništva u to doba bili su većinom Grci, a narodnosni sastav pastve šarolik. Nakon obnove Pećke patrijaršije i formiranja Dabrobosanske mitropolije prostor Istočne Bosne i dijelova Središnje Bosne, što uključuje i ozemlje današnjeg Sarajeva, u kojemu je od 1717. i sjedište narečene mitropolije, pod jurisdikcijom je Srpske pravoslavne crkve.
Među sarajevskim pravoslavnim bogomoljama treba istaknuti Staru pravoslavnu crkvu (Hram svetih arhangela Gavrila i Mihaila) iz šesnaestog stoljeća i Sabornu crkvu.

### Židovi
Po dostupnim izvorima, španjolski Židovi (Sefardi) stižu u Sarajevo polovicom šesnaestog stoljeća i tijekom prvih desetljeća svog boravka organiziraju zajednicu strukturiranu sukladno tradiciji i mogućnostima. Tako 1545. nalazimo prvo židovsko groblje u Sarajevu, 1550. postoji Židovska općina,  a od 1558. funkcionira i pogrebno društvo Hevra kadiša.  
Židovi su u vrijeme nakon dolaska živjeli u Velikoj avliji, dijelu grada koji je Sijavuš-paša, rumelijski beglerbeg,  namijenio za njihovu zajednicu. Bavili su se obrtom i trgovinom, a od 1623. imaju i prvog rabina – Samuela Baruha.
Od dolaska u Sarajevo judaistička je zajednica proživjela mnoga teška vremena, ali i razdoblja uspona i razvitka. No, bez obzira na nesreće i probleme, uspjela se održati i sačuvati svoj izvorni jezik ladino i specifičnu kulturu, kojoj, dodajmo, poseban obol daju i aškenaški Židovi, doseljenici iz Mađarske.